# Chris Braswell
Chris Braswell (Baltimora, 25 ottobre 2001) è un giocatore di football americano statunitense che milita nel ruolo di linebacker per i Tampa Bay Buccaneers della National Football League (NFL).

## Carriera universitaria
Braswell si iscrisse all’Università dell'Alabama per giocare con i Crimson Tide nel gennaio 2020. Nella sua prima stagione non dispute alcuna partita. Nel 2021 giocò negli special team e come linebacker di riserva, chiudendo l’annata con 11 tackle, di cui uno con perdita di yard. Nel 2022 fu ancora parte della rotazione dei linebacker e fu parte della formazione soprannominata "cheetah", che vedeva allinearsi in difesa tre outside linebacker al posto dei consueti due. Chiuse l’annata con 20 tackle, di cui 4 con perdita di yard, 2,5 sack, 6 pressioni sul quarterback e un fumble forzato. Dopo avere considerate di rendersi eleggibile nel Draft NFL 2023, optò per fare ritorno per un’ultima stagione ad Alabama. Nel 2023 fu inserito nella seconda formazione ideale della Southeastern Conference.

## Carriera professionistica

### Tampa Bay Buccaneers
Braswell fu scelto nel corso del secondo giro (57º assoluto) del Draft NFL 2024 dai Tampa Bay Buccaneers. Debuttò come professionista subentrando nella gara del primo turno contro i Washington Commanders mettendo a segno un placcaggio. La sua prima stagione si chiuse con 18 tackle, 1,5 sack e un fumble forzato disputando tutte le 17 partite, nessuna delle quali come titolare.